# Учуров, Эдуард Анатольевич
Эдуа́рд Анато́льевич Учу́ров (20 декабря 1979, Элиста, СССР) — российский футболист, полузащитник.

## Карьера
Начинал карьеру в Элисте. Отец, выступавший за элистинский «Уралан», ещё с малых лет приводил Эдуарда на футбольные стадионы. Он же и стал первым тренером Учурова. В 1997 году был заявлен «Ураланом» для участия в Первой лиге, однако на протяжении двух сезонов сидел на скамейке запасных и в 1999 году был отдан в аренду «Кавказкабелю» Прохладный. Отыграв год во Втором дивизионе, вернулся в Элисту, однако вновь ему не нашлось места в составе и в 2001 году вновь был арендован «Кавказкабелем». 10 ноября 2002 года состоялся дебют в родной команде, на 76-й минуте выездного матча с «Ротором» (0:2) вышел на замену вместо Максима Примака. Всего в Премьер-лиге провёл три матча. В «Уралане» играл вплоть до финансовых трудностей в команде. В 2006 году пополнил ряды клуба «Спартак-УГП». В 2007 году перешёл в «Волгу» Нижний Новгород. Зимой 2008 года перешёл в «Нижний Новгород», далее играл в «Волгаре-Газпроме-2», казахстанском «Ордабасы», «Радиан-Байкале». С 2010 года являлся игроком «Металлург-Кузбасса». С сентября 2012 года играл в «Луч-Энергии». 3 апреля 2013 года был внесен в заявку брянского «Динамо».
В 2017—2018 годах — тренер-селекционер «Волгаря». В 2022 году был отстранён от осуществления любой деятельности, связанной с футболом, сроком на 5 лет за игру на ставках.

## Достижения
- Победитель Второго дивизиона (2): 2008 (зона «Юг»), 2011/12 (зона «Восток»)
- Серебряный призёр зоны «Восток» Второго дивизиона: 2010

## Личная жизнь
Окончил спортивный факультет Калмыцкого государственного университета. Женат, имеет двух детей.